# مارلو سویتمن
مارلو سویتمن (انگلیسی: Marlo Sweatman؛ زادهٔ ۱ دسامبر ۱۹۹۴) بازیکن فوتبال اهل ایالات متحده آمریکا است.
وی همچنین در تیم‌های ملی فوتبال Jamaica women's national under-20 football team و زنان جامائیکا بازی کرده‌است.